# Стелла Марис (роман)
«Стелла Марис» (англ. Stella Maris) — роман американского писателя Кормака Маккарти, опубликованный 6 декабря 2022 года. Последний роман Маккарти, изданный перед его смертью 13 июня 2023 года. Книга вышла из печати на месяц позже, чем роман «Пассажир». Обе книги составляют дилогию, на момент публикации которой автору было 89 лет, причем с даты выхода предыдущей книги «Дорога» прошло 16 лет.
В отличие от многих более ранних книг автора, «Стелла Марис» не содержит сцен насилия, преследования и убийства, а целиком посвящена идеям. Автор провёл многие годы в научном институте Санта-Фе, исследуя развитие и историю науки, и использовал приобретённые познания в данной книге. Проблематика подаётся в речах гениальной Алисии, которая по сюжету знакома с самыми выдающимися учёными и их идеями.
Книга, написанная в форме диалога, показывает гениального учёного в момент кризиса, связанного с душевной болезнью, личной трагедией и осознанием ограниченности человеческого познания.

## Сюжет
Роман рассказывает о двадцатилетней Алисии Вестерн — математическом вундеркинде, страдающей от внутренних конфликтов, среди которых — разочарование в математике и чувство вины за участие её отца в разработке атомной бомбы. Фамилия Вестерн, по мнению критиков, указывает на связь судеб героев с кризисом западной цивилизации.
Героиня обладает феноменальной памятью, одарена музыкально и обладает очень привлекательной внешностью. Однако личное счастье Алисии невозможно из-за запретной любви к брату, который находится в коме после гоночной аварии. Уверенность героини в скорой смерти брата усиливает её суицидальные наклонности, что напоминает трагический финал «Ромео и Джульетты». Читатель уже знает из предыдущей книги «Пассажир», что Алисия покончила с собой, а брат выздоровел . Из обеих книг известно, что их любовь не воплотилась в физической близости. Алисия мечтает о ребёнке, но вместо этого ей является галлюцинаторный кошмар — «Талидомидный Малыш» с ластами вместо рук.
Действие романа происходит в октябре 1972 года в Блэк-Ривер-Фолс, штат Висконсин, в одноимённом учреждении «Стелла Марис» — вымышленном светском хосписе для психически больных. Название «Stella Maris» означает «Звезда Морей» — одно из названий Полярной звезды и эпитет Девы Марии. Алисия прибывает туда сама со слабой надеждой спастись, имея с собой пластиковый пакет с крупной суммой наличными для оплаты госпитализации.

## Особенности повествования
Роман начинается с короткого введения и в остальном состоит из диалогов. Книга включает семь бесед между Алисией и её психиатром, доктором Коэном, написанных как пьеса, но без ремарок или указаний на говорящего — знаков препинания тоже значительно меньше, чем грамматически правильно, — приём, восходящий, по словам самого Маккарти, к Джeймсу Джойсу. Единственное исключение — начальная страница, содержащая описание заведения и самой пациентки, которая уже дважды побывала в этом заведении. Некоторое сходство композиции можно найти с пьесой «Вечерний экспресс „Сансет Лимитед“», там тоже два героя ведут диалог о смысле жизни, но нет математики или других наук, хоть один из них и профессор.

## Темы
«Стелла Марис» заметно отличается по стилю и тематике от предыдущих книг Маккарти. В диалогах между Алисией и психиатром исследуется природа бредовых идей главной героини, а также обсуждаются самые разные темы в области науки, философии и культуры.

### Философия науки
Два единственных персонажа в диалогах романа обсуждают математику, квантовую механику, теорию музыки и философские концепции, например, природу зла, феноменологию и философию языка. Многие из этих тем фигурировали в многочисленных беседах автора с выдающимися учёными. Перед читателем проходит череда мыслителей прошлого и современности: философы Платон, Джордж Беркли, Кант, Артур Шопенгауэр, Освальд Шпенглер, Бертран Рассел, Людвиг Витгенштейн, Эдмунд Гуссерль, Мартин Хайдеггер, Уиллард Куайн, математики и физики Александр Гротендик, Анри Пуанкаре, Курт Гёдель, Роберт Оппенгеймер, Оскар Зарисский, Дэвид Бом, Эдвард Виттен. В книге упоминаются продвинутые области математики: топосы, топология, алгебраическая геометрия, программа Ленглендса. Основные темы в обсуждении математики: её ограничения (в русле теорем Гёделя о неполноте и математический платонизм, сочетающийся с философским пессимизмом. Когда речь идёт о физике, затрагиваются, главным образом, квантовая механика и её интерпретации. При этом математические объекты имеют абсолютную реальность, в отличие от объектов физических теорий.
Эйб Гринвальд в журнале «Commentary» отмечает, что оба последних романа и разочарование их героев в науке являются полемикой со сциентизмом. Даже математика имеет недостаточные основания, а любой формальный аппарат (грамматика), всегда ограничен и в любом случае только описывает действительность, но не постигает её. Талидомид, многократно упоминаемый в книге, служит символом того, что наука не способна в полной мере понять природу человека, и того, что человек не может понять науку.

### Подсознание, психиатрия
В беседах с доктором пациентка Алисия критикует методы и практику психотерапии. Психиатрия, Юнг, Фрейд являются относительно второстепенными темами, но много обсуждается само бессознательное. В романе «Стелла Марис», как и во всём творчестве Маккарти, подсознание играет ключевую роль в научном познании и повседневной жизни. Диалоги произведения содержат упоминания о химике Кекуле, что перекликается с единственным эссе автора «Проблема Кекуле», посвященным исследованию подсознательного; именно бессознательное, по Маккарти, решает математические задачи и вообще руководит человеком.
Эйб Гринвальд в престижном журнале «Commentary» и некоторые другие критики отметили, что не до конца ясно, является ли «Талидомидный Малыш» галлюцинацией или существует в каком-то смысле. Подтверждение этому дано в «Пассажире», где её брат Бобби тоже беседует с «Малышом», возможно, во сне. Исследователь творчества Маккарти и его личный знакомый Брайан Гимза (англ. Bryan Giemza) считает, что книга оставляет читателя в неведении о природе «Малыша», который может являться посланцем других миров или аллегорическим отображением голоса бессознательного. В специализированном «Журналe по творчеству Кормака Маккарти» профессора Джонатан и Рик Элморы развивают другую теорию. В диалогах с психиатром Коэном Алисия неоднократно даёт понять, что психиатрия базируется на общепринятых представлениях и не может допустить, что прав пациент, и альтернативная реальность, откуда и идут видения пациента, в каком-то смысле существует. Но Бобби видит «Малыша», а значит права Алисия, а не врач.

### Язык
Ответственность за неспособность человека постичь мир в значительной степени возлагается в книге на человеческий язык. Последний сравнивается с паразитом, проникший в самые незащищённые части организма и подчинивший хозяина своей воле.  Истинный разум должен выражаться в числах, а не изобретённых человеком словах. Язык привносит возможность заменят предметы их репрезентацией, подменяет реальность нарративом, создает ложный смысл, там где его нет,  и разрушает системы, руководящие человеком.

### Музыка
Журнал Rolling Stone отмечает в некрологе влияние прозы Маккарти на музыкантов, писатель и сам мог сыграть на гитаре и спеть песню с одного прослушивания. В «Стелле Марис» музыка играет особенную роль, героиня покупает за крупную сумму скрипку Амати, но не может сыграть «Чакону» Баха из-за того, что плачет от красоты скрипки и произведения. Музыка играет сакральную и мистическую роль, как нечто высшее и единственное, что останется, когда всё исчезнет (Алисия цитирует здесь Шопенгауэра). Сама героиня не только является скрипачом-виртуозом, но и строит математические модели скрипки для профессионалов и знает историю создания этого инструмента.

### Религия
Критики отметили, что и название романа, и эпитеты по отношению к героине в начале предыдущего романа «Пассажир» («башня из слоновой кости», «золотой дом») традиционно применялись к Деве Марии. Другие отсылки к христианству — «глазок Иуды», через которое героиня видит что-то ужасное в видении или сне, и самоубийство героини в белом платье в Рождество, как антипод к Деве Марии. Ещё одна возможная связь — в имени Мэри, пациентки из той же больницы. Алисия пыталась спасти её, но Мэри в итоге покончила с собой. После этого Алисия покинула больницу с намерением последовать примеру Мэри. На последней странице романа героиня представляет себя чем-то вроде евхаристии после смерти, а посмертное положение рук героини ассоциируется с христианскими «экуменическими статуями». Алисия делает много высказываний в духе нигилизма, но отказывается определить себя как атеистку, каковой была в «старые добрые дни». В письме брату она утверждает, что «Бог интересуется не нашей теологией, а нашим молчанием», а сам брат в конце книги говорит, что учится молиться. Это дало возможность религиозному журналу «Религия и свобода» утверждать, что в дилогии, как и в других книгах Маккарти, исследуется вера, а не Бог. Авторы других рецензий более категоричны: например, по утверждению Кристофера Кинга (журнал Oxford American), Маккарти в обеих книгах даёт понять, что Бог присутствует, но не вмешивается.

### Положение женщины
«Стелла Марис» — первая книга Маккарти с женщиной в качестве положительной протагонистки. В книге обсуждается роль женщины в науке, особенно в математике. Героиня сообщает, например, что в «Институте высших научных исследований» (IHES в Бюр-сюр-Иветт, Франция), куда она прибыла в семнадцатилетнем возрасте в 1968 году по приглашению самого Александра Гротендика, её первоначально принимали за работницу кухни. Алисия в списке своих героев упоминает женщин-математиков Эмми Нётер и Гипатию, отмечая, что на тот момент ни одна женщина не смогла получить премию Филдса.
Брайан Гимза (англ. Bryan Giemza) хорошо знавший писателя, полагает, что образ Алисии основан на нескольких прототипах, и наиболее важными из них  являются физик-теоретик Лиза Рэндалл, книги которой Маккарти редактировал, и Кэтрин «Тони» Оппенгеймер, дочь Роберта Оппенгеймера. Последняя покончила с собой в возрасте тридцати двух лет тем же способом, что и Алисия в книге.

### Еврейство
В двух последних романах Маккарти оба главных героя и врач-психиатр являются евреями, причём тема еврейства затрагивается в его творчестве практически впервые. Причиной может быть, по мнению критиков, историческая реальность: многие учёные, как в проекте «Манхэттен», так и в институте Санта-Фе, где работал Маккарти, являлись евреями. Евреем является и основатель «Общества Кормака Маккарти» (англ. Cormac McCarthy Society) критик Рик Валлах (англ. Rick Wallach),. Критик Дж. Дж. Салливан считает, что Маккарти сделал своих героев евреями, чтобы подчеркнуть их чужеродность Западу США, подобно тому, как он чувствовал себя сам, будучи католиком. В любом случае признаков еврейской культуры или воспитания в книге нет.

## Создание

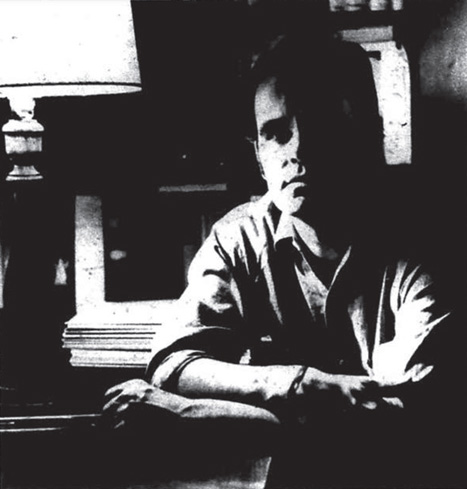
Кормак Маккарти в 1971

В интервью 2009 года Маккарти заявил, что «планировал написать о женщине в течение 50 лет». Первые сведения о дилогии датируются 2005 годом, когда по завершении «Старикам здесь не место» писатель сообщил своему тогдашнему редактору, что приближается к завершению романа о водолазе-спасателе в Новом Орлеане. В 2009 году университет штата Техас приобрел архив писателя, и стало известно, что там есть незаконченный роман. После того, как часть рукописи по ошибке попала в открытый архив, Институт Санта-Фе устроил в 2015 году читку частей будущей дилогии с участием директора института Дэвида Кракауэра и самого автора. И наконец, в марте 2022 года ведущие газеты сообщили о планируемой в текущем году публикации, причём оказалось, что полный черновик «Стеллы Марис» и частичный черновик «Пассажира» были переданы в редакцию уже в 2014 году. Судя по всему, автор работал над дилогией десятки лет.

##### Связь с романом «Пассажир»
Первоначально планировалось издать обе книги одновременно или в одном томе, но в итоге «Пассажир» вышел на месяц раньше, позднее появилось коробочное издание, в котором оба тома вместе и связаны рисунком на корешке. Формально «Стелла Марис» является приквелом, так как действие происходит раньше, героиня знает, что любимый брат находится в коме и вынашивает мысль о самоубийстве; в «Пассажире» брат уже выздоровел, сменил профессию и переживает, что не смог предотвратить самоубийство сестры. «Стелла Марис» посвящена в основном идеям, в то время как «Пассажир» хоть и содержит много идей, но формально имеет и детективный сюжет. Поэтому книги более похожи на дилогию, где оба тома дополняют друг друга, причём в «Пассажире» есть более подробное описание развития физики, а в «Стелле Марис» — математики.

## Публикация
Роман «Стелла Марис» был опубликован издательством «А. Кнопф» 6 декабря 2022 года, через месяц после выхода первой части дилогии «Пассажир». Роман оказался последним произведением писателя. Затем последовало ещё одно издание в твёрдой обложке, публикации в мягкой обложке Picador, Random House, в электронном виде для гаджета Киндл, а также в виде аудио книги. Во многих каталогах обозначается как «Стелла Марис (Пассажир 2)». Издательство А. Кнопф выпустило также коллекционное коробочное издание англ. «The Passenger Box Set: The Passenger, Stella Maris» дилогии, включающее оба тома, с надписью автора, хотя Маккарти, по его собственным словам, в интересах сына редко подписывал книги. На апрель 20245 года книга издана в переводах на следующие языки:
- датский[94],
- финский[95],
- чешский[96],
- польский[97],
- японский[98],
- немецкий[99],
- шведский[100],
- греческий[101],
- китайский[102],
- корейский[103],
- испанский[104],
- румынский[105],
- венгерский[106],
- норвежский[107],
- голландский[108],
- итальянский[109],
- французский[110],
- португальский[111].
- бразильский португальский[112].

## Критика
Книга была встречена критиками положительно, хотя они отмечали трудность тем и неясность замысла в целом, а также вычурность языка. Необычность стиля заключительного романа-диптиха натолкнула некоторых критиков на формулировку «готический минимализм». Отмечалось явное влияние Хемингуэя, Фолкнера, а также Джойса В «Улиссе», главном произведении Джойса, встречается «Мария, звезда морей», а в «Портрете художника в юности» — «башня из слоновой кости», «золотой дом» в отношении Девы Марии.
В англоязычной прессе книга была встречена в основном благосклонно, например, Эйб Гринвальд в Commentary отозвался о дилогии так: «это самые блестящие романы Маккарти, хотя и не самые лучшие». Дж. Дж. Салливан в The New York Times цитировал Эдварда Саида об особенностях позднего стиля писателей и заключал, что «мы ещё, может быть, увидим поздние романы Маккарти в числе лучших его работ», Марк Бениофф в журнале Time отметил познавательный аспект: «редко можно увидеть, как писатель использует приёмы художественной литературы», чтобы по-настоящему осмыслить то, что «мы знаем и что можем знать о материальном существовании». Похожим образом высказывались и другие критики, в том числе такие авторитетные журналы как The Atlantic.
Некоторые критики отметили депрессивный тон и пессимистический взгляд как на мир, так и попытки его постичь. Так, Ричард Б. Вудворд, знавший писателя много лет, пишет в своей рецензии в «The Guardian»: «Последние романы мрачны и вызывают у читателя дрожь … Автор как будто находит извращенное удовольствие в несчастьях, которые постигают героев». Дуайт Гарнер из «The New York Times» выразился так: «Это жуткий, тревожный сон, настроенный на статические помехи вселенной». Джонатан и Рик Элморы указывают в «Журналe по творчеству Кормака Маккарти», что философский пессимизм Маккарти лежит в глубинной основе всего его литературного проекта. Консервативный National Review онлайн высказался более мягко: «они мрачны, но дают проблеск оптимизма», примерно так же писали и другие авторы, так, философ Кристофер Йейтс, рассматривая роман в ретроспективе, считает, что кажущийся нигилизм Маккартим, разрушая иллюзии, подготавливает к дальнейшему поиску тайны жизни.
Писатель и критик Дмитрий Быков высоко оценил глубину и многогранность произведения, выделив из других книг Маккарти наличием «живого человеческого импульса», но и отметил, что
Общий замысел этой книги мне не до конца понятен… Но вообще, это очень хорошо написано. Вот там диалог замечательный, хотя говорят и о физике, и о музыке, и о любви.
Отдельные издания дали роману сугубо негативные оценки: «Так зарабатывают сравнение с Фолкнером и Хемингуэем, являясь посредственной смесью их обоих» (Клэр Лоуден в The Times), «неудобоваримая, интеллектуальная тарабарщина» (тоже The Times); «зачастую читается не как роман, а как иллюстрация к давно известной гипотезе — квантовой странности мира (по Маккарти — кошмара)» (Сэм Сакс в The Wall Street Journal) и некоторые другие. Писатель Иен Сансом тоже сомневается, можно ли считать книгу романом, но рекомендует прочесть в качестве прощания с автором. Поэтесса Дж. Кл. Шарль (англ. Jane Clark Scharl) разделила отрицательные отзывы на две противоположные группы: «слишком сложно для читателя» / «ничего нового не сообщает».
Критики отмечали, что женский образ не вполне удался: «поверхностный портрет девушки в беде, клишированный в одних местах и нечёткий в других» (Магги Доерти в The New Republic); «я нахожу её образ не вполне неубедительным» (Дж. Дж. Салливан), «блистательная, красивая Алиса едва ли правдоподобна как женщина-человек» (Джой Уильямс в Harper’s Magazine); «Алисия — наполовину персонаж из плоти и крови, наполовину — архетипическая трещина на фасаде рационализма» (писатель Роб Дойл в The Guardian).
Специализированный американский Журнал по творчеству Кормака Маккарти отметил неверную атрибуцию Платону цитаты: «Только мёртвые увидят конец войны».

## Экранизация
Режиссёр Джефф Николс высказал интерес к производству фильма на базе двух последних романов Маккарти. В июне 2024 появилось  подтверждение, что фильм будет сниматься.

## Комментарии
1. ↑  В романе Алисия рождается на следующий день после Рождества в 1951 году. Отец в этот день в отъезде — посещает лекцию Курта Гёделя, в самом деле прочитанную 26 декабря 1951 года в Брауновском университете[1]. Эта лекция обсуждается Алисией и её врачом в романе. В семнадцать лет она работает математиком во Франции. Основное действие романа происходит в конце октября 1972, а вскоре после этого, в Рождество, она кончает с собой за день до 21-летия[2].
2. ↑  Героиня объясняет, что отец-учёный своеобразно пошутил с именами детей, ибо их имена употребляются в описаниях криптографических протоколов: Боб пишет Алис. Она поменяла имя на Алисия ещё до совершеннолетия, подделав удостоверение личности[3].
3. ↑   Критик Антон Долин передаёт фамилию как Вестерн, что может, по его мнению указывать на более ранние произведения автора в жанре «вестерн»[4].
4. ↑  	Критики видят это, например, в цитате из «Пассажира»: Western fully understood that he owed his existence to Adolf Hitler. That the forces of history which had ushered his troubled life into the tapestry were those of Auschwitz and Hiroshima, the sister events that sealed forever the fate of the West[17][18].
5. ↑  Аналогию усиливает сообщение самого Бобби, что он должен был покончить с собой после смерти Алисии[23].
6. ↑  Здесь допущен анахронизм. Виттен начал учиться математике в 1973 году и не мог быть известен героине в 1972[40][41]. Пример другого анахронизма: Алисия упоминает среди лекарств «Сероквель»[42], в то время как этот препарат был разработан только в 1985 и разрешён для применения в США в 1997
[43].
7. ↑  Братья-близнецы (частное сообщение)
8. ↑  Алисия многократно упоминает Витгенштейнa и относится к нему как к коллеге[61]
9. ↑  Брайан Гимза считает невозможным, чтобы многолетняя знакомая писателя и его возможная муза Августа Бритт (англ. Augusta Britt) явилась в какой-то мере прототипом Алисии[77].
10. ↑  Некоторые отрывочные упоминания можно найти и ранее. Так, в пьесе «Вечерний экспресс „Сансет Лимитед“» герои обмениваются незначащими репликами, что евреи относятся к Иисусу по-другому[78], в книге «Кони, кони»: «как евреи, всегда найдётся богатый родственник», «давно ходили слухи о еврейском происхождении… у них еврейская судьба» (о семье революционера и президента Франсиско Мадеро), «священник … коснулся таких тем, как Россия, евреи, каннибализм»[79]. В романе «Кровавый меридиан» есть малозначительный персонаж еврей Спейер и так далее
11. ↑  Критики отметили влияние Джойса, и Блум, главный герой в «Улиссе», является евреем, чужим[6][81].
12. ↑  В «Пассажире» упоминается, что первая жена отца Вестернов была ортодоксальной еврейкой[82], хотя в более ранних рукописях романа она была католичкой. Это создаёт некоторую шероховатость в сюжете, так как у ортодоксальных евреев к разводу отношение достаточно простое, так что незачем его скрывать[18].
13. ↑  Алисия цитирует непереводимую игру слов с именами Юнга и Фрейда из поздней книги Джойса «Поминки по Финнегану»: англ. they were jung and easily freudened[115]